# 델라바엘라과
델라바엘라과(Delavayellaceae)는 망울이끼목에 속하는 우산이끼류과의 하나이다. 2개 속 모두 망울이끼과에 포함하기도 한다.

## 하위 분류
- Delavayella
  - Delavayella serrata
- Liochlaena
  - Liochlaena lanceolata
  - Liochlaena subulata